# Detlev Rantzau

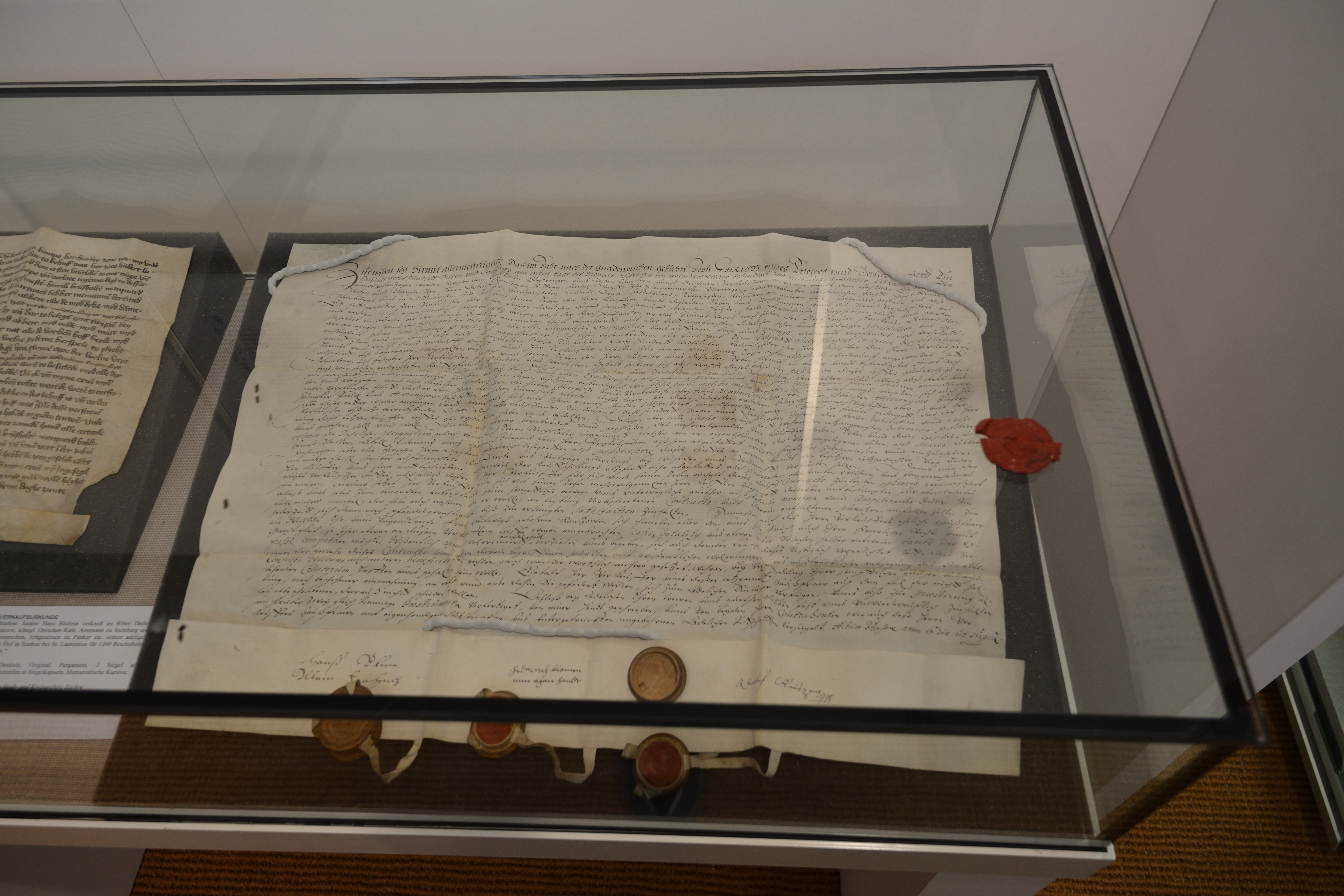
Verkaufsurkunde an Ritter Detleff Rantzow (Detlev Rantzau) aus dem Kreisarchiv Itzehoe

Detlev Rantzau (* 10. August 1577 in Putlos; † 19. März 1639 in Drage) war ein schleswig-holsteinischer Gutsbesitzer und dänischer Amtmann.

## Leben
Detlev Rantzau entstammte dem schleswig-holsteinischen Uradelsgeschlecht (Equites Originarii) Rantzau. Er war das dritte Kind und der zweite Sohn von Heinrich Rantzau (1548–1615) auf Putlos, Panker und Helmstedt und seiner Frau Benedicta, geb. von Buchwald (1552–1581).
Er wurde Gutsherr auf Panker, Colmar (heute Kollmar), Heiligenstedten und Drage. In der Verwaltung der Herzogtümer war er ständischer Landrat für das Herzogtum Holstein und Amtmann für die Ämter Steinburg und Süderdithmarschen.
Seit 1614 war er verheiratet mit Dorothea, geb. von Ahlefeldt (1586–1647). Das Paar hatte eine Tochter, Dorothea (1619–1662), die 1636 ihren Cousin 2. Grades Christian zu Rantzau heiratete. Neben der Tochter wuchsen die Geschwister Holsten in seinem Haus auf, darunter Adolph Hans von Holsten und Hieronymus Christian von Holsten.

## Auszeichnungen
- Elefanten-Orden, 2. November 1616 (43. Verleihung)[1]